# Hari Nef
Hari Nef (Filadelfia, 21 ottobre 1992) è un'attrice, modella e scrittrice statunitense.
Conosciuta dal grande pubblico per il ruolo di Gittel nella serie televisiva Transparent, prodotta da Amazon Prime, e per il quale si è aggiudicata una candidatura ai SAG awards, nel 2016.

## Biografia
Hari è nata a Philadelphia da genitori ebrei: David Neff, un dirigente pubblicitario, e Robin Clebnik. I due hanno divorziato quando la figlia aveva due anni ed è cresciuta con la madre a Newton, nel Massachusetts.
Si è laureata alla Columbia University nel maggio 2015 con una specializzazione in ambito teatrale.

## Carriera

### Attrice
Il suo percorso televisivo è cominciato con il ruolo di Tante Gittel nella serie televisiva Transparent, vincitrice di un Premio Emmy nel 2015. 
Nel 2018 viene ingaggiata come protagonista da Sam Levinson per il lungometraggio Assassination Nation; nel quale l’attrice recita a fianco di Odessa Young, Suki Waterhouse e Abra. Nello stesso anno diventa parte del cast ricorrente nella serie televisiva You, prodotta da Lifetime, nel ruolo di Blythe, e debutta a teatro nell’opera teatrale Daddy, scritta dal drammaturgo Jeremy O. Harris.
Nel 2022, viene ingaggiata per il film commedia 1Up, insieme a Ruby Rose, Paris Berelc, Taylor Zakhar Perez e Nicholas Coombe. Nell’agosto dello stesso anno viene annunciato che avrebbe interpretato l’attrice Candy Darling nel biopic scritto da Stephanie Kornick.
Nel 2023 entra a far parte del cast principale di Barbie, diretto da Greta Gerwig, nel ruolo di Barbie medico, e nel cast ricorrente della serie televisiva The Idol, prodotta da HBO, nel ruolo della giornalista Talia Hirsch. Nello stesso anno entra a far parte dell’adattamento televisivo del dramma di Anton Čechov, Il gabbiano, dove affiancherà Parker Posey, Patrick Foley e Nat Wolff.

### Scrittrice
Ha scritto diversi profili biografici di vari artisti e personaggi pubblici come John Waters, Cristina Ortiz Rodriguez, Javier Calvo, Javier Ambrossi e Nash Glynn. Inoltre ha scritto dei consigli sessuali per una rubrica del magazine Adult di Sarah Nicole Prickett. I suoi articoli sono stati pubblicati da diverse testate giornalistiche, come Artforum, Dazed, Vice, Original Plumbing, L'Officiel e BlackBook.

### Modella
Nel 2014 ha posato per la copertina di Frische Magazine. L’anno successivo ha sfilato alla New York Fashion Week, e nel maggio 2015 ha firmato un contratto con la IMG Models, rendendola la prima modella transgender a raggiungere questo risultato.
Elle ha realizzato una collezione di copertine speciali nel settembre 2016 e in una di queste ha posato Nef, divenendo la prima modella transgender ad apparire nella copertina di una così prestigiosa rivista britannica.
Nel gennaio 2017 ha partecipato alla campagna pubblicitaria di L'Oréal Paris, per la linea True Match, insieme a Blake Lively, Lara Stone e Xiao Wen Ju.
Nella stagione primaverile ed estiva ha sfilato per nove volte al Fashion Month di New York.

## Filmografia

### Cinema
- Hellaware, regia di Michael M. Bilandic (2013)
- Assassination Nation, regia di Sam Levinson (2018)
- Mapplethorpe, regia di Ondi Timoner (2018)
- Simchas and Sorrows, regia di Genevieve Adams (2022)
- 1UP, regia di Kyle Newman (2022)
- Il giorno perfetto (Meet Cute), regia di Alex Lehmann (2022)
- Bad Things, regia di Stewart Thorndike (2023)
- Barbie, regia di Greta Gerwig (2023)

### Televisione
- Transparent - serie TV, 5 episodi (2015)
- Love Advent - serie TV, episodio 6x32 (2017)
- New York Minute - serie TV, episodio 1x02 (2017)
- Let Me Die a Nun - serie TV (2017)
- Camping - serie TV, episodio 1x04 (2018)
- You - serie TV, 4 episodi (2018)
- Acting for a Cause - serie TV, episodio 1x03 (2020)
- Room 104 - serie TV, episodio 4x01 (2020)
- Bite Size Halloween - serie TV, episodio 1x26 (2020)
- And Just Like That... - serie TV, episodio 1x10 (2022)
- La fantastica signora Maisel (The Marvelous Mrs. Maisel) - serie TV, episodio 4x06 (2022)
- Extrapolations - serie TV, episodio 1x07 (2023)
- The Idol - serie TV, 5 episodi (2023)

### Cortometraggi
- She Told Me She Was Dead, regia di Sebastian Sommer (2014)
- Off Season, regia di Claire Christerson (2015)
- Family Tree, regia di Sebastian Sommer (2015)
- Self Aware, regia di Sebastian Sommer (2015)
- Crush, regia di Katherine Bernard (2016)

### Videoclip musicali
- Unfold You di Romstam, regia di Rostam Batmanglij (2020)

## Doppiatrici italiane
Nelle versioni in italiano delle opere in cui ha recitato, Hari Nef è stata doppiata da:
- Valentina Mari[23] in You[24]
- Chiara Gioncardi ne La fantastica signora Maisel
- Jessica Giorgia Senesi in The Idol[25]
- Eva Padoan[26] in Barbie[27]